# Pölstal
Pölstal é um município da Áustria, situado no distrito de Murtal, no estado da Estíria. Tem 270,22 km² de área e sua população em 2019 foi estimada em 2.604 habitantes.